# Amnistía Internacional Uruguay
Amnistía Internacional Uruguay (AI Uruguay) es una organización no gubernamental que promueve y defiende los derechos humanos en el mundo bajo los principios de independencia de cualquier poder político, económico y/o religioso, y de solidaridad internacional. La sección de Uruguay es parte del movimiento global de Amnistía Internacional y tiene sede en el país desde 1985, una vez reinstalado el régimen democrático.

## Historia
El trabajo de Amnistía Internacional por Uruguay surge a finales de la década del 60, cuando comenzó a monitorearse el deterioro de la situación social y política del país. Desde mediados de la década de los setenta, en el marco de la Campaña Mundial Contra la Tortura, AI trabajó específicamente sobre Uruguay como primer “caso país”, apadrinando a varios cientos de “presos/as de conciencia”. 
En el marco del incipiente movimiento global por los derechos humanos, Amnistía Internacional comienza a trabajar en 1975 en el diseño de una campaña internacional contra la tortura para difundir y denunciar el caso de Uruguay en el marco de la dictadura cívico-militar. Uno de los objetivos de esta campaña era generar alerta sobre la tortura en Uruguay, que no había tenido el mismo impacto en la prensa internacional, a diferencia de lo que ocurría con otras dictaduras de la región, como en el caso de la dictadura chilena. La campaña tuvo diferentes estrategias, que incluyeron el envío de cartas y juntada de firmas con petitorios a las autoridades uruguayas, organización de conferencias de prensa, entre otras. Una de sus acciones fue la publicación de un informe en 1978 que recogía 22 casos de personas asesinadas por la dictadura uruguaya utilizando métodos de tortura. El caso paradigmático era el de Álvaro Balbi, un empleado de comercio y miembro del Partido Comunista, asesinado el 31 de julio de 1975. El caso fue llevado a la Corte Interamericana de Derechos Humanos, que desestimó las razones alegadas por la dictadura para negar información sobre el asesinato de Balbi.
Cuando volvió la democracia en 1985 hubo un grupo de personas, muchas de ellas beneficiarias de las acciones de Amnistía Internacional, motivadas por el interés de ayudar a otras personas en riesgo, se unieron para crear la sección. En ese momento se acuñó la frase La solidaridad no se agradece, se retribuye.
En mayo de 2025, Amnistía Internacional Uruguay celebró los 40 años de trabajo de la sección. En ese marco, se realizaron varias actividades, entre ellas un acto en el Palacio Legislativo que contó con presencia de la vicepresidenta Ing. Carolina Cosse, integrantes de la membresía, organizaciones de la sociedad civil, autoridades gubernamentales y autoridades locales y regionales del movimiento.

## Campañas
En los inicios del trabajo en Uruguay, el trabajo contra la Impunidad de los crímenes del pasado reciente estaba entre las principales prioridades en la Sección y el movimiento, en el marco de la defensa de los Derechos Civiles y Políticos. Fue prioritario mantener la capacidad de respuesta a situaciones de impunidad a nivel internacional, cooperando a la cristalización de organismos tales como la CPI, el apoyo a la sociedad uruguaya en la resolución de los delitos cometidos durante la dictadura. El trabajo contra Impunidad, bajo la consigna Verdad, justicia, reparación y garantías de no repetición, sigue siendo un trabajo fuerte de la sección.

## Estructura organizacional
La Asamblea General Anual (AGA) es el órgano máximo de decisión de AI Uruguay, compuesta por todos las personas miembro registradas. La AGA se reúne una vez al año de forma ordinaria y de forma extraordinaria, cuando sea convocada por la Junta Directiva.
La Junta Directiva es el órgano colegiado, integrado por cinco personas miembros elegidos por la AGA (presidente/a, tesorero/a, secretario/a y dos vocales o presidente/a, vicepresidente/a, tesorero/a y dos suplentes) con un mandato de dos años. La Junta Directiva es responsable por la conducción y representación política y legal de AI Uruguay.
Períodos de Juntas Directivas:
- 1999•	Mónica Herrera - Coordinadora / Leonardo Pérez Laborde -Tesorero
- 2000 •	Mónica Herrera - Coordinadora / Mariela Magliano  - Tesorera
- 2002 •	Ivahanna Larrosa - Coordinadora General  / Carolina Jalabert - Tesorera
- 2004 •	Marisa Ruiz - Presidenta  / Mariana Labastie  - Tesorera
- 2006 •	Marisa Ruiz - Presidenta / Susana Melman - Tesorera
- 2008 •	Carlos Birriel  -Presidente / Mariana Labastie  - Tesorera
- 2010 •	Diego Amarillo - Presidente / Myriam Abarno - Tesorera
- 2012 •	Natalia Hernández - Presidenta / Myriam Abarno -Tesorera
- 2014 Comisión Gestora  Diego Amarillo - Presidente de la comisión  / Marisa Ruiz - Vocal  / Miriam Abarno -Vocal  / Mariana Labastie - Directora Ejecutiva
- 2015 Comisión Gestora Myriam Abarno / Marisa Ruíz / Alejandra Umpiérrez / Mariana Labastie  -Directora Ejecutiva
- 2015 - 2017 Cecilia Opiso - Presidenta  / Mercedes Olivera - Tesorera
- 2017 - 2019 Cecilia Opiso - Presidenta / Natalia Hernández Silveira - Tesorera
- 2019 - 2021 Fiorella Gago - Presidenta (hasta diciembre de 2020) Claudia Serrón - Presidenta / Natalia Hernández Silveira -Tesorera
- 2021 - 2023 Claudia Serrón -Presidenta  / Mercedes Olivera -Tesorera
- 2023 - 2025 Natalia Hernández Silveria - Presidenta / Mercedes Olivera - Tesorera

La Dirección Ejecutiva es la responsable por la gestión técnica y la conducción de la oficina nacional para dar cumplimiento al plan estratégico de AI Uruguay, cumpliendo con la función de asesorar a la Junta Directiva.
Direcciones Ejecutivas:
- Silvia Rodríguez Villamil / 1997 - 2000
- L. Nicolás Guigou / 2000 - 2005
- Delmira Botti / 2005 - 2006
- Ivahanna Larrosa / 2006 - 2010
- Mariana Labastie / 2011 -2016
- Inés Invernizzi / 2017-2019
- Lucía Pérez Chabaneau / 2019- actual